# Elecciones regionales de Ica de 2002
Las elecciones regionales de Ica de 2002 se llevaron a cabo el 17 de noviembre de 2002 para elegir al presidente regional, vicepresidente y al Consejo Regional para el periodo 2003-2006. La elección se celebró simultáneamente con las elecciones regionales y municipales (provinciales y distritales) en todo el Perú.
Como resultado de esta elección, Manuel Tello Céspedes, candidato del Partido Aprista Peruano, obtuvo el 32.15% de los votos válidos y resultó electo como presidente regional de Ica, siendo el primer titular del Gobierno Regional de Ica en la historia del Perú.

## Sistema electoral
El Gobierno Regional de Ica es el órgano administrativo y de gobierno del departamento de Ica. Está compuesto por el presidente regional, el vicepresidente regional y el Consejo Regional.
La votación del presidente, vicepresidente y consejo regional se realiza en base al sufragio universal, que comprende a todos los ciudadanos nacionales mayores de dieciocho años, empadronados y residentes en el departamento de Ica y en pleno goce de sus derechos políticos.
El Consejo Regional de Ica está compuesto por 7 consejeros elegidos por sufragio directo para un período de cuatro (4) años, en forma conjunta con la elección del presidente regional. La votación es por lista cerrada y bloqueada. Se asigna a la lista ganadora los escaños según el método d'Hondt o la mitad más uno, lo que más le favorezca.

## Partidos y candidatos
A continuación se muestra una lista de los principales partidos y alianzas electorales que participaron en las elecciones:
| Candidatura | Candidatura | Partidos y alianzas | Candidato | Candidato                 | Ideología                                           | Ref.  |
| ----------- | ----------- | --- | --------- | ------------------------- | --------------------------------------------------- | ----- |
|             | APRA        | Lista - Partido Aprista Peruano (APRA) |           | Manuel Tello Céspedes     | Aprismo                                             | [ 3 ] |
|             | AP          | Lista - Acción Popular (AP) |           | Wilfredo Andrade Ip       | Humanismo Nacionalismo cívico Reformismo            | [ 3 ] |
|             | UPP         | Lista - Agrupación Independiente Unión por el Perú - Frente Amplio (UPP)                                                                    |           | Isaac Serna Guzmán        | Liberalismo Progresismo Socialdemocracia            | [ 3 ] |
|             | PP          | Lista - Perú Posible (PP) |           | Rosendo Carranza López    | Socioliberalismo Democracia liberal Tercera vía     | [ 3 ] |
|             | UN          | Lista - Unidad Nacional (UN) – Partido Popular Cristiano (PPC) – Solidaridad Nacional (SN) – Renovación Nacional (RN) – Cambio Radical (CR) |           | Rómulo Triveño Pinto      | Democracia cristiana Conservadurismo Neoliberalismo | [ 3 ] |
|             | FREPROI     | Lista - Frente Regional Progresista Iqueño (FREPROI)                                                                                        |           | Alejandro Aybar Pradinett | Regionalismo iqueño                                 | [ 3 ] |

## Resultados

### Sumario general
|                        |                                                                  |              |              |              |            |            |
| Partidos y coaliciones | Partidos y coaliciones                                           | Voto popular | Voto popular | Voto popular | Consejeros | Consejeros |
| Partidos y coaliciones | Partidos y coaliciones                                           | Votos        | %            | ±pp          | Total      | +/−        |
|                        | Partido Aprista Peruano (APRA)                                   | 106,217      | 32.15        | n/a          | 5          | n/a        |
|                        | Unidad Nacional (UN)                                             | 93,069       | 28.17        | n/a          | 1          | n/a        |
|                        | Agrupación Independiente Unión por el Perú - Frente Amplio (UPP) | 54,029       | 16.35        | n/a          | 1          | n/a        |
|                        | Perú Posible (PP)                                                | 36,303       | 10.99        | n/a          | 0          | n/a        |
|                        | Acción Popular (AP)                                              | 22,586       | 6.84         | n/a          | 0          | n/a        |
|                        | Frente Regional Progresista Iqueño (FREPROI)                     | 18,164       | 5.50         | n/a          | 0          | n/a        |
|                        |                                                                  |              |              |              |            |            |
| Total                  | Total                                                            | 330,368      |              |              | 7          | n/a        |
|                        |                                                                  |              |              |              |            |            |
| Votos válidos          | Votos válidos                                                    | 330,368      | 87.46        | n/a          |            |            |
| Votos en blanco        | Votos en blanco                                                  | 16,871       | 4.47         | n/a          |            |            |
| Votos nulos            | Votos nulos                                                      | 30,516       | 8.08         | n/a          |            |            |
| Votos emitidos         | Votos emitidos                                                   | 377,755      | 88.52        | n/a          |            |            |
| Abstenciones           | Abstenciones                                                     | 48,998       | 11.48        | n/a          |            |            |
| Votantes registrados   | Votantes registrados                                             | 426,753      |              |              |            |            |
|                        |                                                                  |              |              |              |            |            |
| Fuente:                |                                                                  |              |              |              |            |            |

### Autoridades electas
| Cargo                          | Autoridad electa | Autoridad electa          | Partido político | Partido político                                           |
| ------------------------------ | ---------------- | ------------------------- | ---------------- | ---------------------------------------------------------- |
| Presidente Regional de Ica     |                  | Manuel Tello Céspedes     |                  | Partido Aprista Peruano                                    |
| Vicepresidente Regional de Ica |                  | Eddy García Mendoza       |                  | Partido Aprista Peruano                                    |
| Consejero Regional de Ica      |                  | Carlo Chávez Cornejo      |                  | Partido Aprista Peruano                                    |
| Consejera Regional de Ica      |                  | Haydeé Puccinelli de Ruiz |                  | Partido Aprista Peruano                                    |
| Consejero Regional de Ica      |                  | Félix Meza Franco         |                  | Partido Aprista Peruano                                    |
| Consejero Regional de Ica      |                  | Javier Carrasco Aguilar   |                  | Partido Aprista Peruano                                    |
| Consejero Regional de Ica      |                  | José Peña Valle           |                  | Partido Aprista Peruano                                    |
| Consejero Regional de Ica      |                  | Javier Vera Belli         |                  | Unidad Nacional                                            |
| Consejero Regional de Ica      |                  | Juan Yarmas Gutiérrez     |                  | Agrupación Independiente Unión por el Perú - Frente Amplio |